# Vuelo 5960 de Swiftair
El vuelo 5960 de Swiftair (que operaba como vuelo 18D de European Air Transport Leipzig) fue un vuelo de carga internacional que el 25 de noviembre de 2024 se estrelló durante la aproximación final al aeropuerto de Vilna y luego se deslizó hacia una casa de dos pisos en Liepkalnis. El avión, que volaba desde el aeropuerto de Leipzig en Leipzig, Alemania, hasta el aeropuerto de Vilna en Vilna, Lituania, se encontraba en aproximación cuando se estrelló contra el suelo antes de la pista. Un miembro de la tripulación murió y los otros tres resultaron heridos. No se reportaron víctimas en tierra.

## Aeronave
La aeronave involucrada en el accidente era un Boeing 737-400SF registrado como EC-MFE. Estaba propulsado por dos motores CFM International CFM56-3C1. Era operado por Swiftair en nombre de DHL.

## Accidente

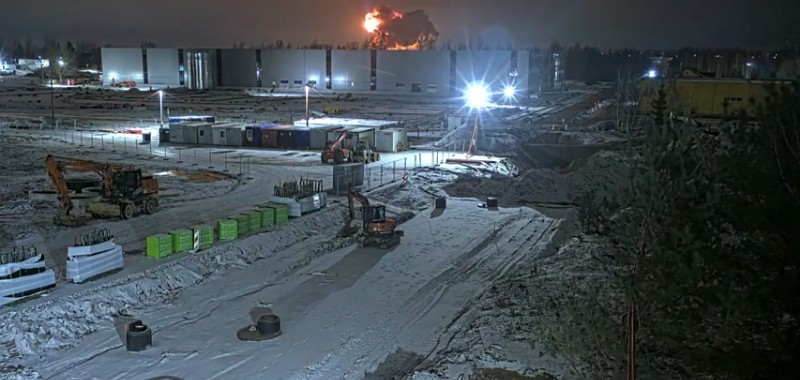
Una imagen de CCTV que muestra el fuerte incendio que se eleva desde el lugar del accidente del EC-MFE

El Vuelo 5960 despegó desde el Aeropuerto de Leipzig/Hallea las 02:08 UTC (03:08 local) el 25 de noviembre con rumbo al Aeropuerto Internacional de Vilna. El Boeing 737 se estrelló a las 03:28 UTC (05:28 local) mientras descendía en aproximación final al aeropuerto de Vilna. El avión se inclinó y cayo, deslizándose en el área, chocando contra una casa de dos pisos en el vecindario de Liepkalnis, aproximadamente a 1,3 kilómetros (0,8 mi; 0,7 nmi) al norte del aeropuerto, el 737 se estrelló en los límites territoriales del aeropuerto, provocando un incendio que se comenzó a expandir en los alrededores. Uno de los dos pilotos, era de origen español - francés, y  murió en el impacto, mientras que otros tres miembros de la tripulación, incluido el otro piloto, resultaron heridos y fueron rescatados posteriormente de los restos. Los demás miembros de la tripulación fueron identificados como nacionales de España, Alemania y Lituania. El miembro de la tripulación español-francés resultó gravemente y los equipos de emergencia no pudieron salvarlo, mientras que los otros dos resultaron con quemaduras graves y laceraciones en diferentes partes del cuerpo. Los Equipos de emergencia del aeropuerto y residentes locales atribuyeron que los demás miembros de la tripulación sobrevivieron ya que la cabina del 737 se separó del fuselaje central durante el impacto, y que posteriormente que se incendió.  El piloto, que fue identificado como ciudadano español, fue trasladado a España para recibir tratamiento adicional.
Los 13 residentes de la casa fueron evacuados sanos y salvos. Varias carreteras fueron cerradas en Liepkalnis, mientras que las autoridades advirtieron a la residentes locales o turistas a no viajar a la zona. Varios edificios y un automóvil fueron destruidos por el posterior impacto del fuselaje del 737.

## Investigación
La investigación está a cargo de la División de Investigación de Accidentes e Incidentes de Transporte del Ministerio de Justicia de Lituania,  con la asistencia de investigadores de España, Alemania y los Estados Unidos. La Comisión de Investigación de Accidentes e Incidentes de la Aviación Civil (CIAIAC) de España envió dos investigadores y el Ministerio Federal de Digital y Transporte de Alemania envió cuatro expertos de la Oficina Federal Alemana de Investigación de Accidentes de Aviación a Lituania para apoya en la investigación.  La Junta Nacional de Seguridad en el Transporte (NTSB) envió un equipo de investigadores estadounidenses de la NTSB, Boeing y la Administración Federal de Aviación de los Estados Unidos (FAA) a Lituania para ayudar con la investigación. El Ministerio de Justicia de Lituania también notificó a la Organización de Aviación Civil Internacional (OACI), la Agencia Europea de Seguridad Aérea (AESA), la Comisión Europea y la FAA sobre el accidente.
El 26 de noviembre, el Aeropuerto Internacional de Vilna estuvo cerrado entre las 10:00 y las 11:00 como parte de los esfuerzos de la policía para recolectar información del lugar del accidente utilizando drones, lo que provocó retrasos en cuatro vuelos ese día. También se alquiló un Beechcraft King Air 350 de calibración e inspección  del Servicio de Navegación Aérea Polaca para verificar los sistemas de guía y navegación del aeropuerto de Vilna después del accidente. Las dos cajas negras (CVR y FDR) fueron encontradas el mismo día alrededor de las 11:30 a. m.. Las autoridades lituanas anunciaron que se realizará una inspección del lugar del accidente en los próximos dos o tres días, y que después se retirarán los restos del avión. Debido a que en Lituania no tenía un laboratorio adecuado para examinar las cajas negras, estas fueron enviadas a Alemania para su análisis. El presidente lituano Gitanas Nausėda también visitó el lugar del accidente. El 29 de noviembre, los restos del avión y su carga fueron retirados del lugar del accidente y llevados a un hangar, donde serán analizados durante la investigación.